# Wilma Jeuken

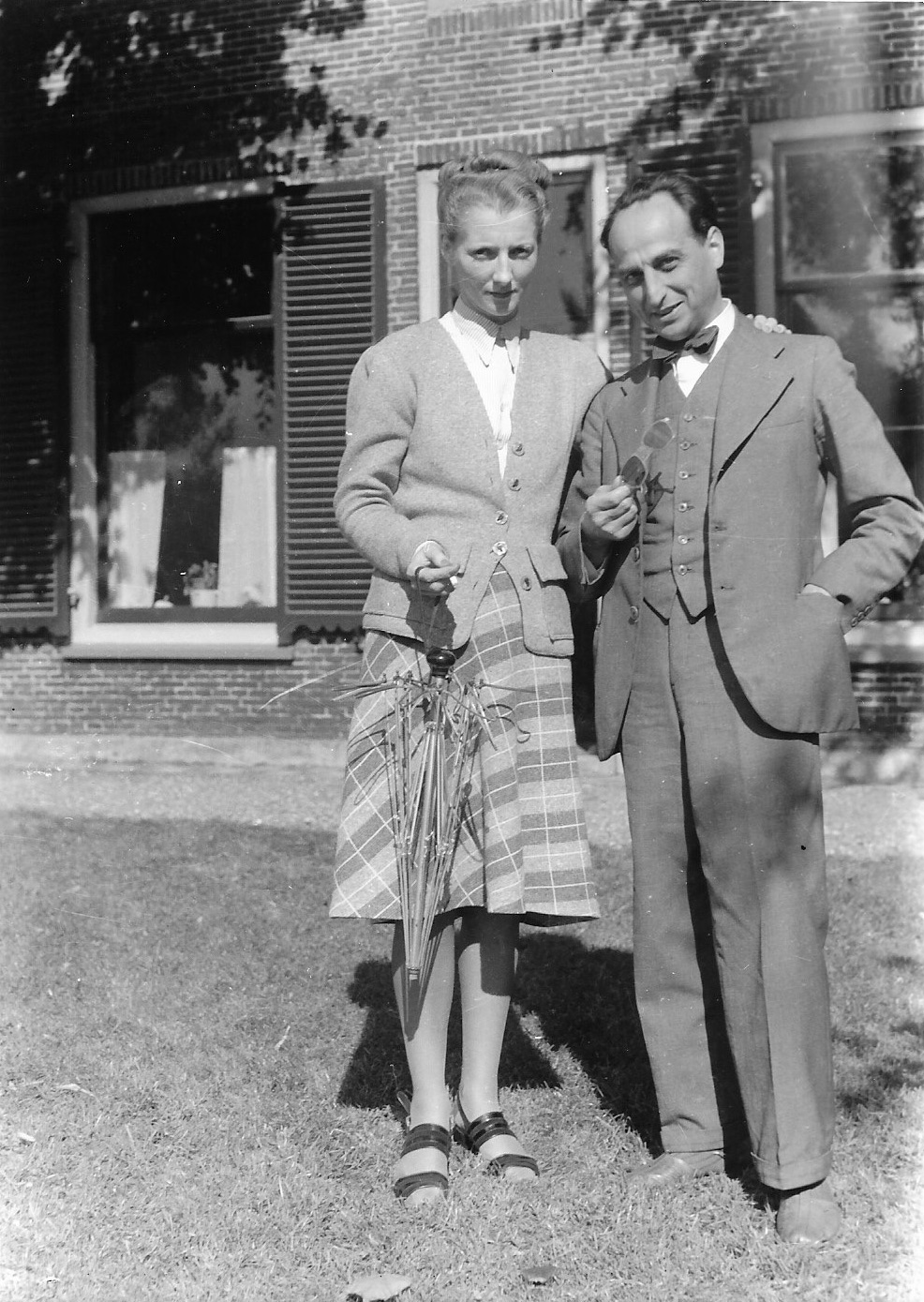
Wilma Willink naast kunsthandelaar Carel van Lier.

Wilma Henriëtte Johanna Jeuken, na haar huwelijk Wilma Willink (Amsterdam, 29 april 1905 - aldaar, 25 april 1960) was de tweede echtgenote van de Nederlandse kunstschilder Carel Willink. Zij was van 20 september 1933 tot haar overlijden in 1960 met Willink getrouwd. Wilma Willink overleed door een hersenbloeding.
Carel Willink maakte elf geschilderde portretten van haar, maar ook tekeningen:
- Wilma en profiel, tekening (1930)[7]
- Wilma met paard (1930)[4]
- De blauwe Wilma (1931)[4], zij poseert hier voor de Buitensingel Amsterdam.
- Schilder met zijn vrouw (1934)[8] Het paar staat op een terras, waarop ook een beeld uit de klassieke oudheid.
- 1938[9]
- Wilma met kat (1940).[10] Museum Arnhem maakte voor zijn 100-jarig bestaan dit portret na als muurschildering aan de Utrechtsestraat in Arnhem.
- Portret van Wilma (1952).[5] Met sigaret en turban op het hoofd.[2] Dit portret werd door Carel Willink gebruikt op de kaart die hij stuurde om te bedanken voor alle reacties na haar overlijden. Het werd in 1975 met een broodmes vernield door Willinks derde vrouw, Mathilde Willink.[6] Het werd gerestaureerd door Willem Kas sr. in opdracht van kunsthandelaar A. van der Meer.[5][11]

Een voorstudie van een van de portretten is in het bezit van Rijksmuseum Amsterdam, in een schetsboek met 29 bladen. Ook lag Wilma Jeuken model voor het schilderij Rustende Venus uit 1931.